# Vladan Lukić
Pour les articles homonymes, voir Lukić.
Vladan Lukić (en serbe en écriture cyrillique : Владан Лукић), né le 16 février 1970 à Sopot en Yougoslavie (auj. Serbie), est un footballeur serbe, attaquant de l'Étoile Rouge de Belgrade et de l'équipe de Yougoslavie dans les années 1980-1990, ainsi qu'ancien militaire de l'armée  yougoslave.

## Biographie
Lukić marque deux buts lors de ses six sélections avec l'équipe de Yougoslavie puis l'équipe de la République fédérale de Yougoslavie entre 1991 et 1998.
En 1999, il quitte précipitamment le FC Metz pour s'engager dans l'armée serbe, alors que l'OTAN vient de bombarder Belgrade en répression des actes du gouvernement Milošević dans la province serbe du Kosovo, qui réclame alors son indépendance. 
Jusqu'alors manager général du Sopot FK (3e division serbe), il devient en mai 2009 le président de l'Étoile rouge de Belgrade. Le club accuse une dette de 25 millions d'euros, que Lukić promet de résorber par l'apport de sponsors. Le 13 novembre 2012, il démissionne.

## Carrière
- 1986-1993 : FK Étoile rouge de Belgrade  Yougoslavie puis  RF Yougoslavie
- 1993 : Atlético de Madrid  Espagne
- 1993-1994 : FK Vojvodina Novi Sad  RF Yougoslavie
- 1994-1995 : Club Atlético Marbella  Espagne
- 1995 : OFK Belgrade  RF Yougoslavie
- 1996-1997 : FC Sion  Suisse
- 1997-1999 : FC Metz  France
- 1999-2000 : Paniliakos FC  Grèce[3]

## Palmarès

### En équipe nationale
- 4 sélections et 2 buts avec l'équipe de Yougoslavie en 1991.
- 2 sélections et 0 but avec l'équipe de la République fédérale de Yougoslavie en 1998.

### Avec l'Étoile rouge de Belgrade
- Vainqueur du Championnat de Yougoslavie en 1988, 1990, 1991, 1992.
- Vainqueur de la Coupe de Yougoslavie en 1990.

### Avec le FC Sion
- Vainqueur du Championnat de Suisse en 1997.
- Vainqueur de la Coupe de Suisse en 1997.

### Récompenses individuelles
- Meilleur buteur du FC Sion saison 1996-1997 avec 15 buts.

## Sources
- Vladan Lukic, L'étoile noire de l'Étoile rouge, par Guillaume Mollaret, l'Équipe magazine, 13 décembre 2008.
- Le Courrier des Balkans. http://balkans.courriers.info/article13015.html